# Вуйтовізна (Мазовецьке воєводство)
Вуйтовізна (пол. Wójtowizna) — село в Польщі, у гміні Осецьк Отвоцького повіту Мазовецького воєводства.
Населення — 121 особа (2011).
У 1975-1998 роках село належало до Седлецького воєводства.

## Демографія
Демографічна структура станом на 31 березня 2011 року:
|          | Загалом | Допрацездатний вік | Працездатний вік | Постпрацездатний вік |
| -------- | ------- | ------------------ | ---------------- | -------------------- |
| Чоловіки | 55      | 7                  | 39               | 9                    |
| Жінки    | 66      | 19                 | 36               | 11                   |
| Разом    | 121     | 26                 | 75               | 20                   |